# Talun Madear
Talun Madear is een bestuurslaag in het regentschap Simalungun van de provincie Noord-Sumatra, Indonesië. Talun Madear telt 1544 inwoners (volkstelling 2010).